# Zwei
Zwei (prononcé en japonais "dzuvai" (ヅヴァイ)) est un groupe pop/rock japonais composé de deux femmes, Megu à la basse et Ayumu au chant (accompagnées de membres de session). La musique de Zwei mélange rock intensif et ballades nostalgiques. 
Les deux jeunes femmes se sont rencontrées lors d'un concert en 2002 durant lequel Megu a proposé à Ayumu de devenir la chanteuse de son futur groupe. La carrière officielle de Zwei ne commencera qu'en juin 2003. Il faudra cependant attendre Mai 2004 pour pouvoir écouter leur premier single Movie Star suivi quelques mois plus tard par le maxi-single Watashigai no uta.
Le 14 octobre 2004 sort le premier album à succès "Pretty Queen" contenant 11 titres.
Après un petit moment de silence, le groupe revient sur les devant de la scène avec le single Hikari. Elles débutent alors par la même occasion une tournée à travers tout le Japon : Zwei Live Tour 2005 ~Feel The Light~. 
En 2007, Zwei passe major chez Universal Music Japan, offrant alors au groupe un nouveau concept ainsi qu'une nouvelle image visuelle. Le 20 juin de la même année paraît un nouveau single au titre énigmatique : 1+1=2.
Leur dernier titre Junjo Spectra est paru en 2012 et utilisé comme premier opening de l'animé Robotics;Notes (Chaos;Head / Steins;Gate).